# Point Counter Point
Contraponto (Point Counter Point, em seu título original), publicado em 1930, é um romance escrito por Aldous Huxley. Está na posição 44 dos 100 melhores romances do século XX, publicada pela Modern Library.